# Partido del Crecimiento
Partido del Crecimiento (en ruso: Партия Роста) es un partido político ruso de centroderecha.
Fue fundado el 16 de noviembre de 2008 como Causa Justa (en ruso: Правое дело) mediante la fusión de tres partidos liberales —SPS, Fuerza Cívica y el Partido Democrático—, y fue registrado oficialmente el 11 de febrero de 2009. El 26 de marzo de 2016 adquirió su actual nombre, Pártiya Rosta.

## Resultados electorales

### Elecciones presidenciales
|  | 0.76 % |

|  | 3.90 % |

### Elecciones legislativas
|  | 0.60 % |

|  | 1.31 % |

|  | 0.52 % |